# Rio Apiaí-guaçu
O rio Apiaí-guaçu é um curso de água do estado de São Paulo. Faz parte da bacia do rio Paranapanema. Nasce no município de Apiaí, passando pelos municípios de Buri e Taquarivaí na localização geográfica, latitude 24º28'04" sul e longitude 48º48'12" oeste. A sua altitude máxima é de 739 metros e a mínima de 604, tendo como o nível do mar como referência, a sua área de drenagem alcança 879,49 quilômetros quadrados.
O rio é utilizado para geração de energia em três usinas hidrelétricas, sendo elas: Usina Santa Maria, Usina Salto da Barra e Usina Cachoeira do Capote.

## História
Na época da Proclamação da República o povoado de Buri tinha como ponto de referência o Porto do Apiaí, local de parada  dos tropeiros que seguiam com destino a Itapetininga e Sorocaba. A travessia do rio Apiaí-guaçu neste local era feita inicialmente a nado, posteriormente com a utilização de balsas para finalmente ser feita através de uma ponte.

## Percurso
O rio Apiaí-guaçu possui suas nascentes nas proximidades da cidade de Apiaí, na serra Água Limpa com altitudes superiores a 1000 metros , no bairro Roseira . Da nascente segue em direção nordeste (30º) do estado de São Paulo, mais ou menos paralelo à rodovia SP-250, atravessa a rodovia SP-252 próximo a Ribeirão Branco depois seguindo para o norte passa pelo município de Itapeva neste trecho mais ou menos paralelo a rodovia SP-249, atravessa a SP-258 praticamente em Taquarivaí, novamente desvia-se para nordeste (60º), e no município de Buri, a montante da cidade, recebe na margem direita as águas do seu maior afluente rio Apiaí-mirim. Após receber águas do ribeirão Enxovia, seu curso passa a ser limite entre os municípios de Paranapanema e Buri. No extremo norte do município de Buri, desagua na margem esquerda do rio Paranapanema na localização geográfica, latitude 23º34'13" sul e longitude 48º36'23" oeste, abaixo da ponte conhecida como dos Gaúchos. Ao longo do seu percurso possui três usinas hidroelétricas, sendo de montante para jusante as seguintes: Usina do Capote, nas coordenadas geográficas 24°10'8.76" S, 48°42'48.20" W, município de Ribeirão Branco, usina da Barra, nas coordenadas 24°3'51.60" S 48°43'38.68" W e usina de Santa Maria, coordenadas 24°1'11.95" S, 48°43'19.29" W, ambas no município de Itapeva.

## Afluentes
- Margem esquerda: Ribeirão Santa Luzia, ribeirão Corvo Branco, ribeirão Enxovia.
- Margem direita: Ribeirão Lajeado, rio Apiaí-Mirim.

## Extensão
Percorre neste trajeto uma distância de mais ou menos 223 quilômetros.